# Соловецкий музей-заповедник
Солове́цкий государственный историко-архитектурный и природный музей-заповедник — федеральное государственное учреждение культуры, историко-архитектурный и этнографический музей-заповедник, расположенный на Соловецких островах в Белом море в Архангельской области Российской Федерации.

## История
В 1967 году на территории Соловецкого монастыря был создан Соловецкий государственный историко-архитектурный и природный музей-заповедник, как филиал Архангельского краеведческого музея. Сейчас это один из крупнейших и ведущих музеев-заповедников России.
Музей-заповедник обладает свыше 250 недвижимыми памятниками истории и культуры и разнообразными природными ландшафтами. На территории музея-заповедника расположено самое крупное на Европейском севере России языческое святилище, комплекс культовых и погребальных сооружений. Также уникальна озёрно-канальная система Соловецких островов.
В оперативном управлении музея находятся более 1000 объектов культурного наследия в хронологических границах от V тысячелетия до н. э. до XX века.

### Директора музея-заповедника
- Вереш Светлана Васильевна (1967)
- Варакин Николай Павлович (1967—1969)
- Лопаткина (Шилова) Людмила Васильевна (1969—1979, 1989—1992)
- Шмелев А. А. (1979—1981)
- Востряков Л. Е. (1981—1989)
- Нифонтов О. Н. (1992—1994)
- Мартынов А. Я. (1994—1998)
- Фокина Т. Л. (1998—2000)
- Лопаткин М. В. (2000—2009)
- архимандрит Порфирий (Шутов) с 2009 года

## Всемирное наследиеЮНЕСКО
14 декабря 1992 года Генеральная Ассамблея ЮНЕСКО вынесла решение о внесении историко-культурного ансамбля Соловецких островов в Список Всемирного наследия.

## Экспозиции[1]

### Культовые сооружения
- Успенский комплекс с Келарской, одностолпной Трапезной палатами (1552—1557) и галереей-переходом
- Спасо-Преображенский собор (1558—1566)
- Надвратная церковь Благовещения Пресвятой Богородицы (1596—1601)
- Колокольня (1776—1777)
- Церковь Филиппа Митрополита (1798—1799), где сейчас находятся мощи преподобных Зосимы, Савватия, Германа Соловецких чудотворцев, святителя Маркелла, архиепископа Вологодского и Белоезерского, новомученика святителя Петра (Зверева), архиепископа Воронежского, и частица мощей святителя Филиппа, митрополита Московского.
- Никольская церковь с Ризницей (1830—1834) на месте разобранной в 1830 году прежней Никольской церкви (1577)
- Церковь преподобного Германа Соловецкого (1859) — усыпальница, где в границах ныне не существующих разобранных древних часовен 16 — 18 вв. располагались могилы трёх соловецких святых: Савватия (†1435), Германа (†1484) и Маркелла (†1663)
- Свято-Троицкий Зосимо-Савватиевский собор (1860)

### Оборонительные, жилые и хозяйственные постройки
- Крепостные стены и башни (конец 16 — начало 17 вв.)
- Иконописная палата (1615)
- Портная палата (1642)
- Чоботная палата
- Кожевенная кладовая (1619)
- Гостиничный корпус у Никольских ворот (1907)
- Святительский корпус (17 в.)
- Наместнический корпус (17 в., перестроен в 19 в.)
- Благовещенский корпус
- Рухлядный корпус (начало 17 в.)
- Казначейский корпус (Больничные палаты) с примыкающим с юга келейным корпусом
- Настоятельский корпус (1803, перестроен в 19 в.)
- Поваренный корпус и здание общей трапезы
- Квасоваренный корпус
- Просфорный корпус (1799)
- Новобратский корпус

### Хозяйственные постройки южного дворика
- Водяная мельница (1601) с галереей на арках
- Портомойка (прачечный корпус) с пристройкой
- Валунно-кирпичная баня (1851)
- Хлебный амбар и Сушило

### Коллекция
Коллекции Соловецкого государственного историко-архитектурного и природного музея-заповедника включают в себя:
- Археологические материалы, дающие представление о древнейшей истории освоения человеком Соловецких островов с середины V тысячелетия до н. э. — XV вв.
- Предметы, связанные с историей Соловецкого монастыря (иконы, храмовое убранство, документы, книги, предметы быта, ремесленные изделия, строительные материалы и т. д.) XV—XX вв.
- Предметы, связанные с историей Соловецких лагерей особого назначения 1923—1937 гг. (фотографии, документы, предметы быта заключённых и т. д.);
- Предметы, связанные с историей Соловецкой школы юнг, 1941—1945 гг. (личные вещи и предметы военного быта юнг, оружие, корабельные приборы, детали вооружения и т. д.). В сентябре 2018 года на берегу моря, у центрального входа в музейную экспозицию, была установлена скульптурная композиция, посвящённая соловецким юнгам[2];
- Предметы, связанные с историей создания Соловецкого музея-заповедника и реставрацией памятников Соловецких островов (планы, обмеры, документы, фотографии, негативы и т. д.);
- Предметы, связанные с современной историей Соловков (картографический материал, открытки и фотографии, картины, сувениры, буклеты и т. д.)

## Изучение и публикация наследия
В последние годы Соловецкий музей-заповедник стабильно финансируется, что позволило ему возобновить свой научный, исследовательский и информационный потенциал. В конце и середине 1990-х годов музей находился в тяжёлом финансовом кризисе, но сейчас активно ведёт издательскую деятельность. На территории Соловецких островов проводятся регулярные исследования, проводимые специалистами из Москвы, Санкт-Петербурга и Архангельска.